# Dimitris Pelkas
Dimitris Pelkas (Giannitsa, 26 de octubre de 1993) es un futbolista griego que juega de centrocampista en el PAOK de Salónica F. C. de la Superliga de Grecia.

## Selección nacional
Es internacional con la selección de fútbol de Grecia. Fue internacional sub-19, sub-20 y sub-21 antes de ser llamado por primera vez con la absoluta el 2 de octubre de 2015.

## Clubes
| Club                        | País       | Año       |
| --------------------------- | ---------- | --------- |
| PAOK de Salónica F. C.      | Grecia     | 2012-2020 |
| Apollon Pontou (cedido)     | Grecia     | 2013-2014 |
| Vitória Setúbal (cedido)    | Portugal   | 2014-2015 |
| Fenerbahçe S. K.            | Turquía    | 2020-2023 |
| Hull City A. F. C. (cedido) | Inglaterra | 2022-2023 |
| Estambul Başakşehir F. K.   | Turquía    | 2023-2025 |
| PAOK de Salónica F. C.      | Grecia     | 2025-     |

## Palmarés

### Títulos nacionales
| Título              | Club                   | País   | Año  |
| ------------------- | ---------------------- | ------ | ---- |
| Copa de Grecia      | PAOK de Salónica F. C. | Grecia | 2017 |
| Copa de Grecia      | PAOK de Salónica F. C. | Grecia | 2018 |
| Superliga de Grecia | PAOK de Salónica F. C. | Grecia | 2019 |
| Copa de Grecia      | PAOK de Salónica F. C. | Grecia | 2019 |